# Jabberwocky (filme)
Jabberwocky (no Brasil, Jabberwocky - Herói por Acidente) é um filme de 1977 dirigido por Terry Gilliam, membro do famoso grupo de humor britânico Monty Python. Foi seu primeiro trabalho solo como diretor, apesar de ainda ser considerado um filme do grupo inteiro, pelo fato de inicialmente ter sido lançado como Monty Python's Jabberwocky (título que mais tarde foi alterado, por pedido de Gilliam). O título veio do poema nonsense de Lewis Carroll, que serviu de fonte de inspiração.
Teve a participação de outros pythons, entre eles Michael Palin, Terry Jones e o colaborador Neil Innes. Gilliam, além de dirigir, também atuou em uma cena como "o homem com uma rocha".
Foi feito logo em seguida de Monty Python and the Holy Grail e chegou a utilizar não só cenários deste como também figurinos. Por conta disso, o lançamento do filme só ocorreu dois anos mais tarde.
É o filme mais próximo do estilo Monty Python aonde Gilliam trabalhou sozinho. Nele, já se é possível observar seu estilo próprio, de humor negro, mais tarde reforçado em outras de suas obras. Não só isso, mas muitas das idéias apresentadas em Jabberwocky são precursoras de Brazil, seu futuro trabalho.

## Enredo
O filme conta a história de Dennis (Michael Palin), um camponês que, após a morte do pai, resolve tentar a vida e vai para a cidade, que era governada pelo Rei Bruno, O Questionável (Max Wall). Lá, o jovem passa por diversas aventuras e enfrenta muitos perigos. O local vinha sendo constantemente aterrorizado por um monstro terrível, um dragão chamado Jabberwocky (Peter Salmon), fera que Dennis acabaria tendo que confrontar.
O filme satiriza a vida na Idade Média, mostrando-a do um ponto de vista único do diretor.

## Elenco
(incompleto)
- Michael Palin como Dennis Cooper
- Harry H. Corbett como Squire (Ethel)
- John Le Mesurier como Passelewe
- Deborah Fallender como a Princesa
- Warren Mitchell como Sr. Fishfinger
- Annette Badland como Griselda Fishfinger
- Max Wall como Rei Bruno, o Questionable
- Peter Cellier como o primeiro mercador
- Terry Gilliam como o homem com uma rocha
- Terry Jones como o caçador
- Gorden Kaye como Irmã Jessica